# Погребы (Дубоссарский район)
Погре́бы, Похребя (рум. Pohrebea) — село в Дубоссарском районе Молдавии. Наряду с селом Кошница входит в состав коммуны Кошница.

## География
Село Погребы расположено на высоте 82 метра над уровнем моря.

## Население
По данным переписи населения 2004 года, в селе Похребя проживает 703 человека (332 мужчины, 371 женщина).
Этнический состав села:
| Национальность | Число жителей | Процентный состав |
| -------------- | ------------- | ----------------- |
| молдаване      | 695           | 98,86             |
| русские        | 4             | 0,57              |
| украинцы       | 2             | 0,28              |
| гагаузы        | 1             | 0,14              |
| прочие         | 1             | 0,14              |
| Всего          | 703           | 100 %             |